# Josif Rajačić
Josif Rajačić (srbsky Јосиф Рајачић 20. července 1785 Lučane, Brinje – 1. prosince 1861 Sremski Karlovci) byl metropolita ve Sremských Karlovicích a Karlovacu, srbský patriarcha a správce srbské Vojvodiny.

## Život
Narodil se ve vsi Lučane nedaleko Brinje v Lice (dnes Chorvatsko). Studoval v Záhřebu, Karlovacu, Segedínu a ve Vídni. 10. dubna 1810 se stal mnichem srbské pravoslavné církve v klášteře Gomirje. 24. června 1829 se stal eparchou Dalmácie. 5. července 1833 se stal eparchou ve Vršaci. V srpnu 1842 byl jmenován metropolitou v Karlovaci. 

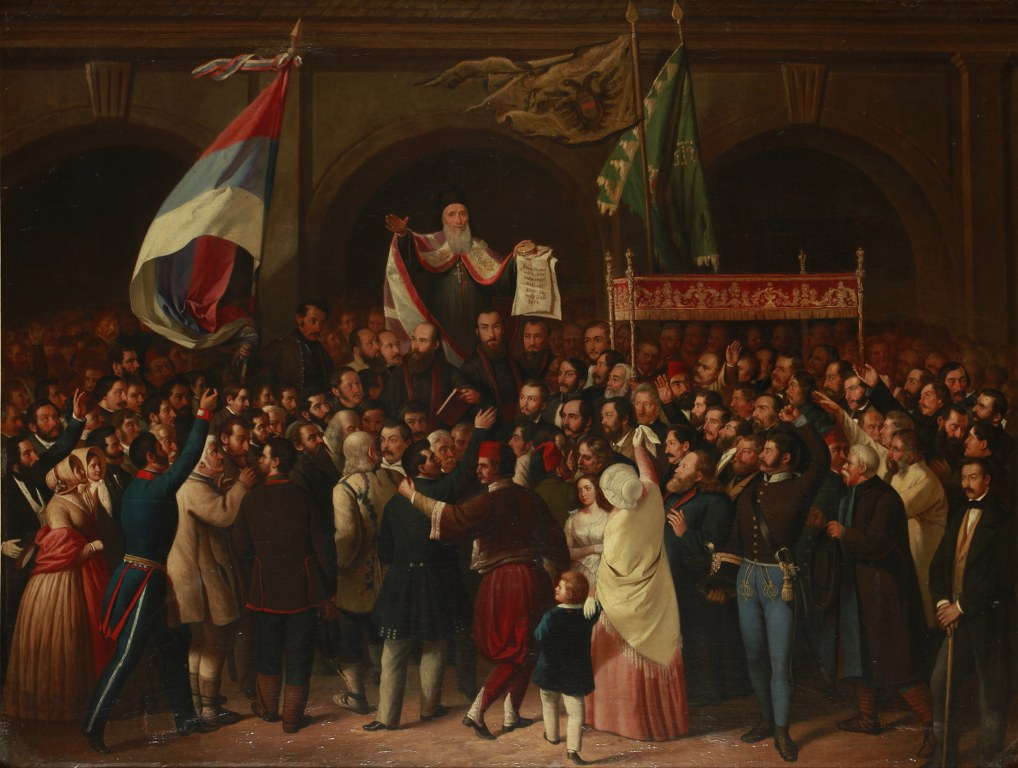
Vyhlášení srbské správy Vojvodiny v květnu 1848 v Sremském Karlovci

V roce 1848 byl prohlášen patriarchou Srbů; svůj úřad a rezidenci měl v letech (1848–1861) v Bělehradě. 
Rajačić patřil k čelným srbským národním obrozencům. Mnoho své energie věnoval úsilí o autonomii Jihoslovanů v Rakouské říši a převedení Vojvodiny pod srbskou správu. V květnu revolučního roku 1848 na mítinku ve Sremském Karlovci vyhlásil Vojvodinu za součást Srbska.  
V době, kdy byl metropolitou, dbal o národní kulturu a školství. Od roku 1841 byl členem Družstva srbské slovesnosti a přispíval do jeho věstníku (Glasniku) svými články. Dohlížel na otevření mnoha nových srbských škol. Otevřel také patriarchální knihovnu a tiskárnu. Napsal své paměti.
Byl vyznamenán Řádem císaře Leopolda II. a Řádem železné koruny první třídy.
Je pohřben v srbské ortodoxní katedrále sv. Mikuláše v Sremski Karlovci.